# Moero (schip, 1937)
De Moero (het eerste met die naam) was een Belgisch vrachtschip van 5.277 brt en gebouwd in 1937 in opdracht van de C.M.B. (Compagnie Maritime Belge). Het werd door Russische Sovjet-vliegtuigen tot zinken gebracht.

## Geschiedenis
Tijdens de Achttiendaagse Veldtocht van de Duitsers in België, Luxemburg en Frankrijk in mei 1940, legden de Duitsers er in Bordeaux beslag op en in 1944 werd het door Sovjet-vliegtuigbommen tot zinken gebracht.